# Johnny Drille
John Ighodaro (né le 5 juillet 1990), professionnellement connu sous le nom de Johnny Drille, est un chanteur et auteur-compositeur nigérian. Sa carrière a été mise à l'honneur lorsqu'il a sorti une reprise de Awww de Di'Ja. Il est actuellement signé chez Mavin Records,.

## Biographie
Johnny Drille est né et a grandi dans l'État d'Edo, au Nigeria. Son père est directeur d'école et ecclésiastiste. Il a quatre frères et sœurs. Drille a commencé à chanter dans l'église de son père dès son plus jeune âge. Il a fréquenté l'université de Bénin, Benin City, où il a étudié l'anglais et la littérature,.

## Carrière
Drille a commencé sa carrière musicale à l'église. Il a été l'un des participants à la sixième saison de Project Fame West Africa (en) en 2013,. En 2015, il publie une reprise de Awww de Di'Ja, qui a attiré l'attention du PDG de Mavin, Don Jazzy. Son premier single Wait for Me est sorti en 2015. Il est nommé pour la meilleure chanson alternative à The Headies 2016. Il s'associe à Niniola, un autre concurrent de la saison 6, pour enregistrer Start All Over. En février 2017, il signe un contrat de disque avec Mavin Records. Le 3 septembre 2021, il sort son premier album, qui consiste en un projet de quatorze titres,, intitulé Before We Fall Asleep, mettant en vedette le Nigérian et les artistes, Ayra Starr, Ladipoe, la chorale communautaire de Lagos, Don Jazzy, Chylde, Kwitte, Cilsoul et le groupe afro R&B classique, Styl plus sous le label Mavin Records.

## Discographie

### Albums
- 2021 : Before We Fall Asleep

### Singles
- 2023 : Spending
- 2023 : Stay
- 2023 : Believe Me